# Nekropole do Vale de Maria Pais

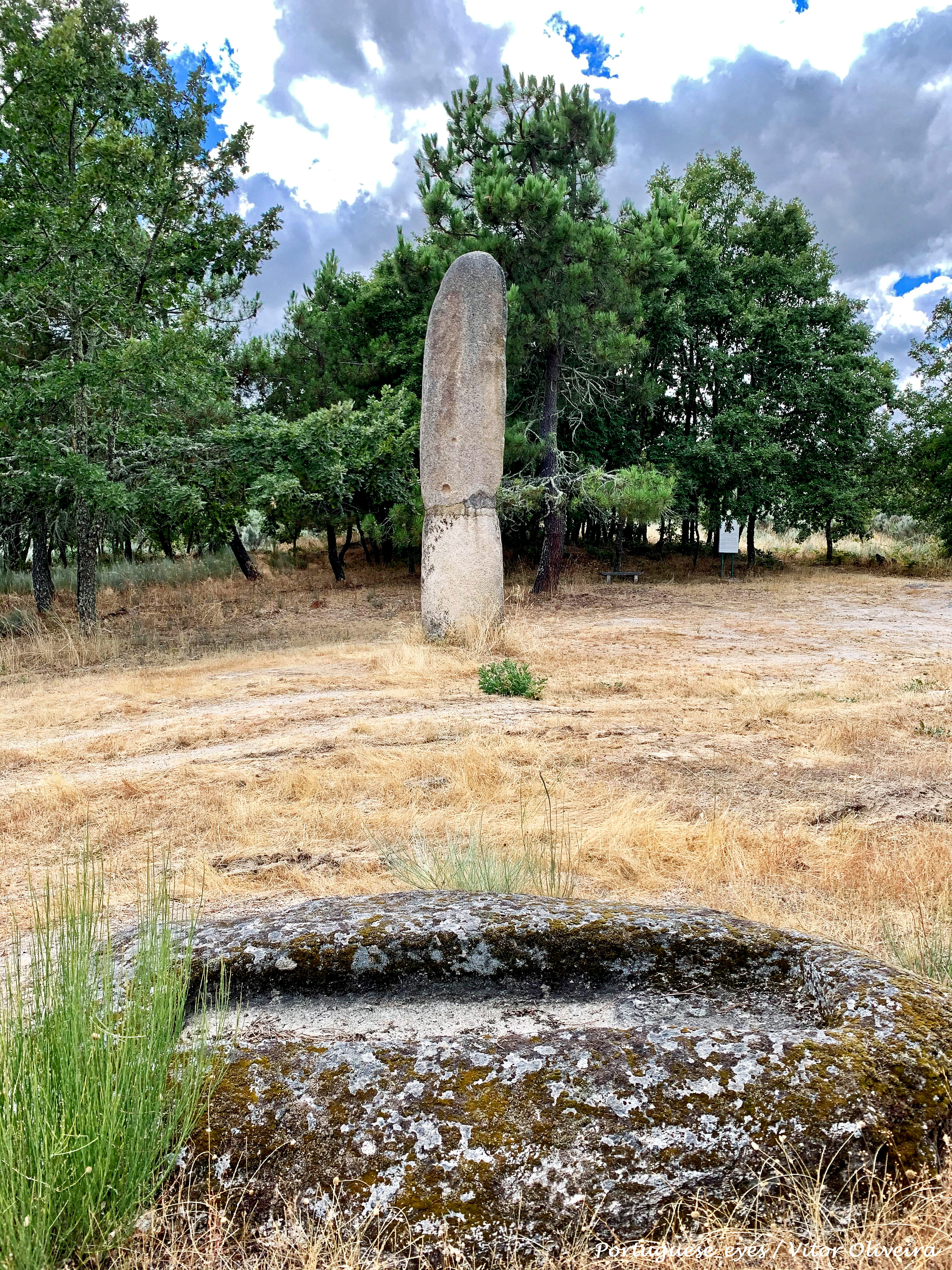
Menhir und Körpergrab Vale Maria Pais

Die Nekropole do Vale de Maria Pais (portugiesisch Sepulturas antropomórficas do Vale de Maria Pais oder Necropole medievale do Vale de Maria Pais) südlich von Antas im Distrikt Viseu in Portugal besteht aus anthropomorphen Körpergräbern und einem Menhir.
Die Nekropole besteht aus zehn in vier Aufschlüsse gegrabenen mittelalterlichen, Körpergräbern.
- Aufschluss 1: ein isoliertes Körpergrab am Fuße des Menhirs.
- Aufschluss 2: zwei Körpergräber direkt am östlichen Rand des Weges
- Aufschluss 3: drei Körpergräber, zwei Erwachsene und ein Kind, auf einer kleinen Anhöhe etwa 10 m westlich des Weges
- Aufschluss 4: vier eindrucksvolle Körpergräber etwa 15 m östlich des Weges

Der in zwei Teile zerbrochene Menhir wurde 1991 entdeckt. Er wurde restauriert und wieder aufgebaut. Ein zentraler Teil fehlt und die auf der Oberfläche eingravierte Dekoration deutet auf eine ursprüngliche Höhe von 5,0 bis 6,0 m. Seine derzeitige Höhe beträgt etwa 3,0 m.
Die Nekropole Sepulturas antropomórficas de Antas mit acht Körpergräbern liegt etwa 2,0 km entfernt.